# Robert Z. Leonard
Robert Zigler Leonard, mais conhecido como Robert Z. Leonard, ou mesmo Robert Leonard (nascido em 7 de outubro de 1889 em Chicago - EUA, falecido em 27 de agosto de 1968, em Beverly Hills - EUA) foi um diretor de cinema americano. Também atuou como produtor e até como ator.
Dirigiu um número elevado de filmes—cerca de 160 --, mas isto não era estranho nos primeiros tempos de Hollywood, quando um filme (principalmente comédias) era feito em semanas.
Ele foi indicado para o Oscar de Melhor Diretor por A Divorciada e Ziegfeld - O criador de estrelas. Ambos também foram indicados para o Oscar de Melhor Filme, mas apenas o segundo venceu. Conhecido pelo seu apelido Pop, Leonardo foi escalado de última hora pela MGM como um diretor confiável que poderia levar a nova obra da companhia Orgulho e Preconceito (1940), estrelada por Greer Garson e Laurence Olivier, às telonas. Um dos títulos mais incomuns na sua filmografia é o film noir de suspense The Bribe, com seus cenários de baixa qualidade, seus personagens instáveis e sua atmosfera com teor sensual.   
Robert Leonard morreu devido a um aneurisma em 1968 em Beverly Hills, California, e foi enterrado no Forest Lawn Memorial Park, em Glendale, Los Angeles, perto de sua esposa Gertrude Olmstead. 
Por suas contribuições à indústria cinematográfica, Robert Leonard recebeu uma estrela na Calçada da Fama de Hollywood, no número 6368 do Hollywood Boulevard em 8 de fevereiro de 1960.

## Filmografia
O diretor Robert Leonard atuou algumas vezes como produtor e ator em seus próprios filmes, tendo ainda sido mostrado em filmes como ele mesmo.

### Como Diretor
1. A Woman's Folly (1913)
2. When the Prince Arrived (1913)
3. Sally Scraggs: Housemaid (1913)
4. The Diamond Makers (1913)

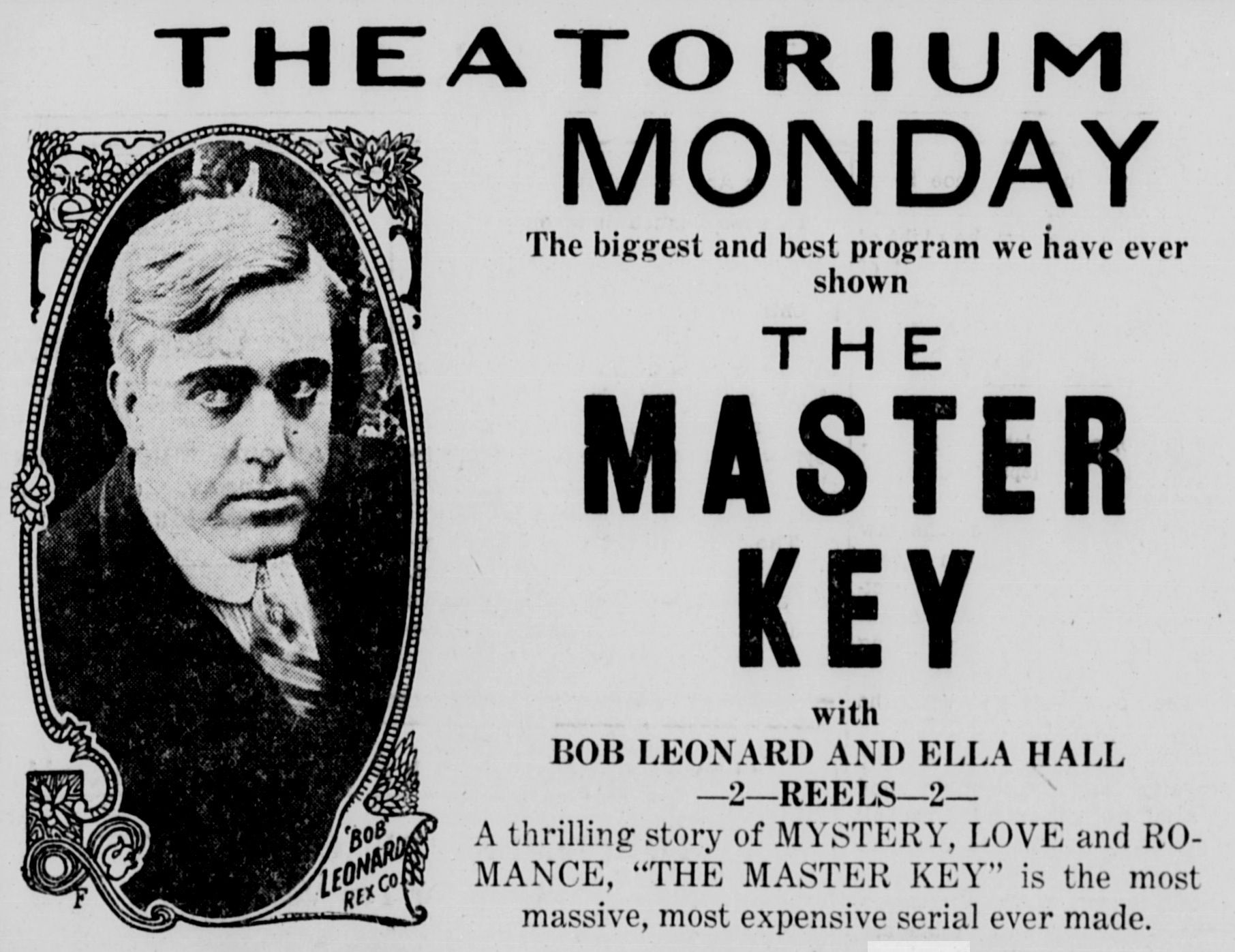
The Master Key (1914)

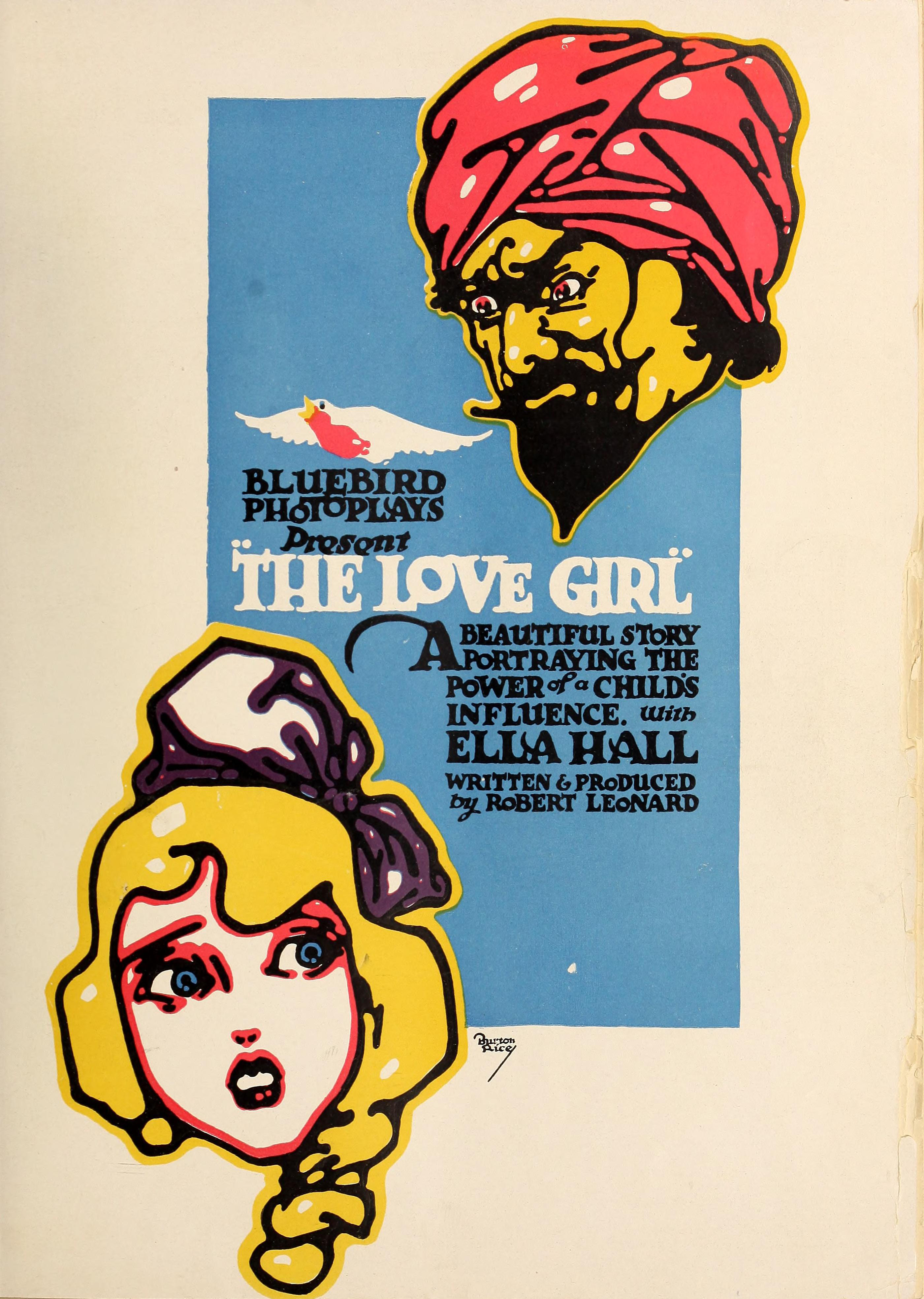
The Love Girl (1916)

5. Michael Arnold and Doctor Lynn (1914)
6. The Mud Bath Elopement (1914)
7. From Father to Son (1914)
8. The Fourth Proposal (1914)
9. A Race with Death (1914)
10. For the Family Honor (1914)
11. The Senator's Bill (1914)
12. In the Eye of the Law (1914)
13. The Ruby Circle (1914)
14. A Boob Incognito (1914)
15. Mountain Law (1914)
16. A Man, a Girl and Another Man (1914)
17. A Boob There Was (1914)
18. Shadowed Lives (1914)
19. Swede Larson (1914)
20. The House Discordant (1914)
21. A Law Unto Himself (1914)
22. The Sherlock Boob (1914)
23. When Fate Disposes (1914)
24. The Bowl of Roses (1914)
25. For the Secret Service (1914)
26. The Boob's Nemesis (1914)
27. The Mistress of Deadwood Basin (1914)
28. The Boob's Legacy (1914)
29. The Master Key (1914)
30. Mavis of the Glen (1915)
31. Shattered Memories (1915)
32. The Silent Command (1915)
33. A Boob's Romance (1915)
34. Betty's Dream Hero (1915)
35. Heritage (1915)
36. The Little Blonde in Black (1915)
37. Both Sides of Life (1915)
38. Judge Not; or The Woman of Mona Diggings (1915)
39. Idols of Clay (1915)
40. Christmas Memories (1915)
41. The Boob's Victory (1916)
42. The Silent Member (1916)
43. Secret Love (1916)
44. Yust from Sweden (1916)
45. The Winning of Miss Construe (1916)
46. The Crippled Hand (1916)
47. The Woman Who Followed Me (1916)
48. The Silent Man of Timber Gulch (1916)
49. The Love Girl (1916)
50. Little Eve Edgarton (1916)
51. The Unfinished Case (1916)
52. The Evidence (1916)
53. The Plow Girl (1916)
54. The Eagle's Wing (1916)
55. The Diamond Thieves (1917)
56. Life's Pendulum (1917)
57. Robinson Crusoe (1917)
58. The Sin Unatoned (1917)
59. On Record (1917)
60. The Human Flames (1917)
61. Racing Death (1917)
62. Please Be My Wife (1917)
63. A Mormon Maid (1917)
64. The Forest Nymph (1917)
65. The Primrose Ring (1917)
66. At First Sight (1917)
67. The Punishment (1917)
68. Princess Virtue (1917)
69. Face Value (1917)
70. The Bride's Awakening (1918)
71. Her Body in Bond (1918)
72. Modern Love (1918)
73. Danger, Go Slow (1918)
74. The Miracle of Love (1919)
75. The Scarlet Shadow (1919)
76. What Am I Bid? (1919)
77. The Delicious Little Devil (1919)
78. Big Little Person (1919)
79. The Way of a Woman (1919)
80. Stronger Than Death (1920)
81. April Folly (1920)
82. The Restless Sex (1920)
83. The Gilded Lily (1921)
84. Heedless Moths (1921)
85. Peacock Alley (1922)
86. Fascination (1922)
87. Broadway Rose (1922)
88. Jazzmania (1923)
89. The French Doll (1923)
90. Fashion Row (1923)
91. Mademoiselle Midnight (1924)
92. Circe, the Enchantress (1924)
93. Love's Wilderness (1924)
94. Cheaper to Marry (1925)
95. Time, the Comedian (1925)
96. Bright Lights (1925)
97. Dance Madness (1926)
98. Mademoiselle Modiste (1926)
99. The Waning Sex (1926)
100. A Little Journey (1927)
101. The Demi-Bride (1927)
102. Adam and Evil (1927)
103. Tea for Three (1927)
104. The Five O'Clock Girl (1928)
105. Baby Mine (1928)
106. The Cardboard Lover (1928)
107. A Lady of Chance (1928)
108. Marianne I (1929)
109. Marianne II (1929)
110. A divorciada (1930) (nome não constava nos créditos)
111. In Gay Madrid (1930) (nome não consta nos créditos)
112. Let Us Be Gay (1930) (nome não consta nos créditos)
113. The Bachelor Father (1931) (nome não consta nos créditos)
114. It's a Wise Child (1931)
115. Five and Ten (1931)
116. Susan Lenox (Her Fall and Rise) (1931) (nome não consta nos créditos)
117. Lovers Courageous (1932)
118. The Son-Daughter (1932) (nome não consta nos créditos)
119. Strange Interlude (1932) (nome não consta nos créditos)
120. Peg o' My Heart (1933) (nome não consta nos créditos)
121. When Ladies Meet (1933) (nome não consta nos créditos)
122. Dancing Lady (1933)
123. Outcast Lady (1934)
124. After Office Hours (1935)
125. Naughty Marietta (1935) (nome não consta nos créditos)
126. Escapade (1935)
127. A Tale of Two Cities (1935) (nome não consta nos créditos)
128. The Great Ziegfeld (1936)
129. Small Town Girl (1936) (nome não consta nos créditos),
130. Piccadilly Jim (1936)
131. Maytime (1937)
132. The Firefly (1937)
133. The Girl of the Golden West (1938)
134. Broadway Serenade (1939)
135. New Moon (1940)
136. Pride and Prejudice (1940)
137. Third Finger, Left Hand (1940)
138. Ziegfeld Girl (1941)
139. When Ladies Meet (1941)
140. We Were Dancing (1942)
141. Stand by for Action (1942)
142. The Man from Down Under (1943)
143. Marriage Is a Private Affair (1944)
144. Week-End at the Waldorf (1945)
145. The Secret Heart (1946)
146. Cynthia (1947)
147. B.F.'s Daughter (1948)
148. The Bribe (1949)
149. In the Good Old Summertime (1949)
150. Nancy Goes to Rio (1950)
151. Duchess of Idaho (1950)
152. Grounds for Marriage (1951)
153. Too Young to Kiss (1951)
154. Everything I Have Is Yours (1952)
155. The Clown (1953)
156. The Great Diamond Robbery (1953)
157. Her Twelve Men (1954)
158. The King's Thief (1955)
159. La donna più bella del mondo (1956)
160. Kelly and Me (1957)

### Como produtor
Robert Z. Leonard produziu muitos de seus filmes, o que confirma a visão geral de que em Hollywood, o produtor também tem papel de diretor.

### Como ator
Robert Z. Leonard atuou em muitos de seus filmes, principalmente naqueles mais antigos.